# Cristina Rodríguez (noble)
Cet article concerne la fille de Rodrigo Díaz de Vivar, dit Le Cid. Pour la journaliste, voir Cristina Rodríguez.
Cristina Rodríguez de Bivar (née vers 1075) est la fille de Rodrigo Díaz de Vivar, — dit El Cid Campeador ou simplement El Cid (Le Cid en français) — et de Chimène Diaz. Elle se marie en 1099 ou peu avant avec l'infant Ramiro II de Monzón, tenancier de Monzón depuis 1104. De cette union naît le roi de Pampelune García V de Navarre, qui en 1130 se marie en premières noces avec Marguerite de l'Aigle.
Ils furent aussi les parents d'Elvira Ramírez, épouse du comte Rodrigo Gómez, fils du comte Gómez González.